# 斯科基
斯科基是波蘭的城鎮，位於該國西部，距離首府波茲南約40公里，由大波蘭省負責管轄，始建於1367年，面積11.2平方公里，2006年人口3,866。第二次世界大戰期間，納粹德國在該鎮設立集中營。
52°40′00″N 17°10′00″E / 52.66667°N 17.16667°E